# Рівняння Фоккера — Планка

Розпливання функції розподілу з часом

Рівня́ння Фо́ккера — Пла́нка — диференціальне рівняння в частинних похідних, що описує еволюцію функції розподілу випадкової величини.
Для одновимірної випадкової величини рівняння Фоккера — Планка має загальний вигляд
{\displaystyle {\frac {\partial P}{\partial t}}=\left[-{\frac {\partial }{\partial x}}D^{(1)}(x)+{\frac {\partial ^{2}}{\partial x^{2}}}D^{(2)}(x)\right]P},
де {\displaystyle P(x,t)} — функція розподілу випадкової величини, {\displaystyle D^{(1)}(x)} називається дрейфовим коефіцієнтом, а {\displaystyle D^{(2)}(x)} — дифузійним коефіцієнтом.
Наприклад, у випадку броунівського руху вздовж прямої рівняння Фоккера — Планка для функції розподілу частинок за швидкостями має вигляд:
{\displaystyle {\frac {\partial P}{\partial t}}=-\gamma {\frac {\partial (vP)}{\partial v}}+\gamma {\frac {k_{B}T}{m}}{\frac {\partial ^{2}P}{\partial v^{2}}}},
де {\displaystyle v} — швидкість броунівської частки, {\displaystyle m} — її маса, {\displaystyle k_{B}} — стала Больцмана, T — температура, {\displaystyle \gamma } — коефіцієнт в'язкості, розділений на масу частки.
Дифузійний і дрейфовий коефіцієнти можна отримати, розглядаючи відповідне рівняння Ланжевена.